# Teléfonos del Estado
Teléfonos del Estado fue un ente público de Argentina prestador del servicio público de telefonía. Estuvo activo entre 1949 y 1956.

## Historia
Fue creado el 17 de junio de 1949 y fue constituido por las direcciones generales de Correos y Telecomunicaciones y de Teléfonos del Estado; y dependía de la Secretaría de Comunicaciones (que a poco pasó a ser «Ministerio de Comunicaciones»).
El 13 de enero de 1956 el Poder Ejecutivo creó la Empresa Nacional de Telecomunicaciones (ENTel), sustituyendo a Teléfonos del Estado en la prestación del servicio de telefonía.